# Островская, Марина Григорьевна
Мари́на Григо́рьевна Остро́вская (27 сентября 1950, Москва, Россия) — советский и российский скульптор-анималист, дочь скульптора С. Л. Островской, лауреат конкурса модельеров в Париже.
В 1969—1974 годах училась в Московском художественно-промышленном училище имени С. Г. Строганова, где среди её педагогов были А. Н. Бурганов и В. И. Дерунов.
М. Г. Островская является продолжателем лучших скульптурных традиций в русской анималистике. Она смело вводит в скульптуру цвет, обогащая её фактуру и усиливая декоративное звучание. В скульптуре, помимо прочих животных, особое внимание уделяет собакам.
Работы скульптора находятся в собраниях Третьяковской галереи, Дарвиновского музея, Биологического музея им. К. А. Тимирязева, а также в музеях и частных коллекциях Англии, Бельгии, Голландии, Германии, Финляндии, Франции, США.
Марина Островская — интернациональный эксперт РКФ-FCI; она владеет питомником «Соловьев», где занимается русскими псовыми борзыми. В её питомнике чемпионы России, Европы, мира, чемпионы по рабочим качествам. Также в питомнике М. Г. Островской появилась редкая в России порода — сицилийская борзая Чирнеко дель Этна.

### Семья
- Мать — Светлана Львовна Островская (1926—2008), скульптор.
- Муж — Дмитрий Яковлевич Успенский (род. 1951), скульптор-анималист.
- Дочь — Дарья Дмитриевна Успенская (род. 1979), скульптор.

## Участие в выставках
- 1986 — «Московские художники — 1986»
- 1987 — «Четвероногий друг». Государственный Дарвиновский музей, Москва
- 1987 — Выставка «Дарвиновскому музею — 80 лет»
- 1987 — «Животные глазами художников». Государственный Дарвиновский музей, Москва
- 1988 — «Наш четвероногий друг». Государственный Дарвиновский музей, Москва
- 1998 — «Быль и сказка о медведе». Государственный Дарвиновский музей, Москва
- 1989 — «Наш четвероногий друг». Государственный Дарвиновский музей, Москва
- 1989 — «Быль и сказка о медведе». Государственный Дарвиновский музей, Москва
- 1990 — «Собаки». Государственный Дарвиновский музей, Москва
- 1991 — «Быль и сказка о медведе». Государственный Дарвиновский музей, Москва
- 1992 — персональная выставка в Москве
- 1992 — «Гейдор и другие», Москва
- 1992 — «Царская охота». Государственный Дарвиновский музей, Москва
- 1992 — «Наш четвероногий друг». Государственный Дарвиновский музей, Москва
- 1993 — «Марц и другие», Москва
- 1994 — персональная выставка в Швейцарии
- 1995 — персональная выставка в Бельгии
- 1995 — «Вильвовский и другие», Москва
- 1996 — «Быль и сказка о медведе». Государственный Дарвиновский музей, Москва
- 1998 — «Наш четвероногий друг». Государственный Дарвиновский музей, Москва
- 1999 — «Наш четвероногий друг». Государственный Дарвиновский музей, Москва
- 1999 — «Домашние животные, их предки и родственники». Государственный Дарвиновский музей, Москва
- 2000 — «Наш четвероногий друг». Государственный Дарвиновский музей, Москва
- 2000 — «Мать и дитя». Государственный Дарвиновский музей, Москва
- 2001 — «Мать и дитя». Государственный Дарвиновский музей, Москва
- 2001 — «Бестиарий—2001». Государственный Дарвиновский музей, Москва
- 2006 — «Бестиарий—2006». Государственный Дарвиновский музей, Москва
- 2006 — Выставка художников-анималистов. Биологический музей им. К. А. Тимирязева, Москва
- 2006 — «Мать и дитя». Государственный Дарвиновский музей, Москва
- 2007 — «Бестиарий—2007». Государственный Дарвиновский музей, Москва
- 2007 — «Досказано холстом и кистью». Государственный Дарвиновский музей, Москва
- 2008 — «Бестиарий—2008». Государственный Дарвиновский музей, Москва
- 2012 — «Львы, орлы и куропатки», Государственный Дарвиновский музей, Москва
- 2012 — «Мать и дитя». Государственный Дарвиновский музей, Москва
- 2013 — «Забавный пудель. И притом — огонь…». Государственный Дарвиновский музей, Москва
- 2014 — «Талисманы Олимпийских игр». Государственный Дарвиновский музей, Москва
- 2015 — «Мать и дитя». Государственный Дарвиновский музей, Москва
- 2015 — «Как придумать чудовище». Государственный Дарвиновский музей, Москва
- 2015 — «Химия влюбленности». Государственный Дарвиновский музей, Москва
- 2017 — «EcoWorld». Выставка художников-анималистов, пос. Первомайское, Подмосковье
- 2018 — «Мать и дитя». Государственный Дарвиновский музей, Москва
- 2018 — «Заходер и все-все-все. К 100-летию детского писателя, поэта Б. В. Заходера». Государственный Дарвиновский музей, Москва
- 2018 — «Лемуры и лори. О самых милых и самых дальних наших родственниках-приматах». Государственный Дарвиновский музей, Москва
- 2019 — «Легко ли быть мамой?». Государственный Дарвиновский музей, Москва
- 2019 — «Первозвери. Об утконосах и ехиднах — удивительных млекопитающих, ровесниках динозавров». Государственный Дарвиновский музей, Москва
- 2019 — «Анималия. Трогательная выставка», Калуга
- 2019 — Передвижная выставка «Дети и звери» в Липецком музее современной скульптуры, Липецк
- 2020 — «Мой ковчег», юбилейная персональная выставка. Государственный Дарвиновский музей, Москва[7]